# Scutellaria oligodonta
Scutellaria oligodonta là một loài thực vật có hoa trong họ Hoa môi. Loài này được Juz. miêu tả khoa học đầu tiên năm 1951.